# ديريك غرين (لاعب كرة قدم أمريكية)
ديريك غرين (بالإنجليزية: Derrick Green)‏ هو لاعب كرة قدم أمريكية أمريكي، ولد في 21 فبراير 1994.